# لافاييتي (كاليفورنيا)
لافاييتي (بالإنجليزية: Lafayette)‏ هي إحدى مدن مقاطعة كونترا كوستا، كاليفورنيا. تم إعطاءها لقب مدينة في 29 يوليو، 1968.

## التركيبة السكانية
حدّد مكتب تعداد الولايات المتحدة بيانات التركيبة السكانية للافاييتي في تعداد الولايات المتحدة. في ما يلي، التركيبة السكانية حسب تعدادي 2000 و2010.

### تعداد عام 2000
بلغ عدد سكان لافاييتي 23,908 نسمة بحسب تعداد عام 2000، وبلغ عدد الأسر 9,152 أسرة وعدد العائلات 6,755 عائلة مقيمة في المدينة. في حين سجلت الكثافة السكانية 607 نسمة لكل كيلومتر مربع (1,572.1/ميل2). وبلغ عدد الوحدات السكنية 9,334 وحدة بمتوسط كثافة قدره 237 لكل كيلومتر مربع (613.8/ميل2).
وتوزع التركيب العرقي للمدينة بنسبة 86.81% من البيض و0.55% من الأمريكيين الأفارقة و0.22% من الأمريكيين الأصليين و8.23% من الأمريكيين ذوي الأصول الآسيوية و0.09% من سكان جزر المحيط الهادئ و0.81% من الأعراق الأخرى و3.30% من عرقين مختلطين أو أكثر و3.95% من الهسبانيون أو اللاتينيون من أي عرق.
بلغ عدد الأسر 9,152 أسرة كانت نسبة 37.3% منها لديها أطفال تحت سن الثامنة عشر تعيش معهم، وبلغت نسبة الأزواج القاطنين مع بعضهم البعض 64.9% من أصل المجموع الكلي للأسر، ونسبة 6.5% من الأسر كان لديها معيلات من الإناث دون وجود شريك، بينما كانت نسبة 2.4% من الأسر لديها معيلون من الذكور دون وجود شريكة وكانت نسبة 26.2% من غير العائلات. تألفت نسبة 20.1% من أصل جميع الأسر من عدة أفراد يعيشون في نفس المنزل ونسبة 7.1% كانت تتألف من شخص يعيش بمفرده يبلغ من العمر 65 عاماً أو أكثر. وبلغ متوسط حجم الأسرة المعيشية 2.60، أما متوسط حجم العائلات فبلغ 3.02.
بلغ العمر الوسطي للسكان 42.3 عاماً. وكانت نسبة 25.9% من القاطنين تحت سن الثامنة عشر، وكانت نسبة 4.4% بين الثامنة عشر والرابعة والعشرين عاماً، ونسبة 24.8% كانت واقعةً في الفئة العمرية ما بين الخامسة والعشرين والرابعة والأربعين عاماً، ونسبة 30.4% كانت ما بين الخامسة والأربعين والرابعة والستين، ونسبة 14.1% كانت ضمن فئة الخامسة والستين عاماً فما فوق. يوجد لكل 100 أنثى 95.8 ذكر، ويوجد لكل 100 أنثى في الثامنة عشر من عمرها فما فوق 92.1 ذكر.
بلغ متوسط دخل الأسرة في المدينة 102,107 دولارًا، أما متوسط دخل العائلة فبلغ 120,364 دولارًا. وكان متوسط دخل الذكور 90,067 دولارًا مقابل 51,855 دولارًا للإناث. وسجل دخل الفرد الخاص بالمدينة 54,319 دولارًا. وكانت نسبة 2.1% من العائلات ونسبة 2.9% من السكان تحت خط الفقر، وكان من هؤلاء نسبة 2.5% تحت سن الثامنة عشر ونسبة 5.1% في الخامسة والستين من العمر وما فوق.

### تعداد عام 2010
بلغ عدد سكان لافاييتي 23,893 نسمة بحسب تعداد عام 2010، وبلغ عدد الأسر 9,223 أسرة وعدد العائلات 6,795 عائلة مقيمة في المدينة. في حين سجلت الكثافة السكانية 606.6 نسمة لكل كيلومتر مربع (1,571.1/ميل2). وبلغ عدد الوحدات السكنية 9,651 وحدة بمتوسط كثافة قدره 245 لكل كيلومتر مربع (634.5/ميل2).
وتوزع التركيب العرقي للمدينة بنسبة 84.68% من البيض و0.69% من الأمريكيين الأفارقة و0.28% من الأمريكيين الأصليين و9.05% من الأمريكيين ذوي الأصول الآسيوية و0.11% من سكان جزر المحيط الهادئ و1% من الأعراق الأخرى و4.19% من عرقين مختلطين أو أكثر و5.81% من الهسبانيون أو اللاتينيون من أي عرق.
بلغ عدد الأسر 9,223 أسرة كانت نسبة 35.4% منها لديها أطفال تحت سن الثامنة عشر تعيش معهم، وبلغت نسبة الأزواج القاطنين مع بعضهم البعض 63.7% من أصل المجموع الكلي للأسر، ونسبة 7.1% من الأسر كان لديها معيلات من الإناث دون وجود شريك، بينما كانت نسبة 3% من الأسر لديها معيلون من الذكور دون وجود شريكة وكانت نسبة 26.3% من غير العائلات. تألفت نسبة 20.8% من أصل جميع الأسر من عدة أفراد يعيشون في نفس المنزل ونسبة 8.7% كانت تتألف من شخص يعيش بمفرده يبلغ من العمر 65 عاماً أو أكثر. وبلغ متوسط حجم الأسرة المعيشية 2.58، أما متوسط حجم العائلات فبلغ 3.01.
بلغ العمر الوسطي للسكان 45.2 عاماً. وكانت نسبة 24.9% من القاطنين تحت سن الثامنة عشر، وكانت نسبة 5.1% بين الثامنة عشر والرابعة والعشرين عاماً، ونسبة 19.6% كانت واقعةً في الفئة العمرية ما بين الخامسة والعشرين والرابعة والأربعين عاماً، ونسبة 33.8% كانت ما بين الخامسة والأربعين والرابعة والستين، ونسبة 16.6% كانت ضمن فئة الخامسة والستين عاماً فما فوق. وتوزع التركيب الجنسي للسكان بنسبة 48.6% ذكور و51.4% إناث.

## المناخ
يظهر الجدول التالي التغييرات المناخية على مدار السنة للافاييتي:
| البيانات المناخية لـلافاييتي      | البيانات المناخية لـلافاييتي | البيانات المناخية لـلافاييتي | البيانات المناخية لـلافاييتي | البيانات المناخية لـلافاييتي | البيانات المناخية لـلافاييتي | البيانات المناخية لـلافاييتي | البيانات المناخية لـلافاييتي | البيانات المناخية لـلافاييتي | البيانات المناخية لـلافاييتي | البيانات المناخية لـلافاييتي | البيانات المناخية لـلافاييتي | البيانات المناخية لـلافاييتي | البيانات المناخية لـلافاييتي |
| الشهر                             | يناير                        | فبراير                       | مارس                         | أبريل                        | مايو                         | يونيو                        | يوليو                        | أغسطس                        | سبتمبر                       | أكتوبر                       | نوفمبر                       | ديسمبر                       | المعدل السنوي                |
| --------------------------------- | ---------------------------- | ---------------------------- | ---------------------------- | ---------------------------- | ---------------------------- | ---------------------------- | ---------------------------- | ---------------------------- | ---------------------------- | ---------------------------- | ---------------------------- | ---------------------------- | ---------------------------- |
| الدرجة القصوى °ف (°م)             | 71 (22)                      | 80 (27)                      | 88 (31)                      | 98 (37)                      | 104 (40)                     | 110 (43)                     | 115 (46)                     | 107 (42)                     | 108 (42)                     | 103 (39)                     | 82 (28)                      | 74 (23)                      | 115 (46)                     |
| متوسط درجة الحرارة الكبرى °ف (°م) | 54 (12)                      | 60 (16)                      | 64 (18)                      | 71 (22)                      | 78 (26)                      | 84 (29)                      | 87 (31)                      | 87 (31)                      | 83 (28)                      | 75 (24)                      | 63 (17)                      | 55 (13)                      | 72 (22)                      |
| متوسط درجة الحرارة الصغرى °ف (°م) | 39 (4)                       | 42 (6)                       | 44 (7)                       | 46 (8)                       | 50 (10)                      | 54 (12)                      | 55 (13)                      | 55 (13)                      | 54 (12)                      | 49 (9)                       | 43 (6)                       | 39 (4)                       | 48 (9)                       |
| أدنى درجة حرارة °ف (°م)           | 20 (−7)                      | 26 (−3)                      | 29 (−2)                      | 29 (−2)                      | 34 (1)                       | 31 (−1)                      | 41 (5)                       | 42 (6)                       | 40 (4)                       | 34 (1)                       | 25 (−4)                      | 19 (−7)                      | 19 (−7)                      |
| الهطول إنش (مم)                   | 4.25 (108)                   | 3.81 (97)                    | 3.24 (82)                    | 1.04 (26)                    | .46 (12)                     | .12 (3.0)                    | .02 (0.51)                   | .08 (2.0)                    | .24 (6.1)                    | .94 (24)                     | 2.59 (66)                    | 2.79 (71)                    | 19.58 (497.61)               |
| المصدر: Intellicast               |                              |                              |                              |                              |                              |                              |                              |                              |                              |                              |                              |                              |                              |

## أعلام
- ليو بروير
- ويليام غاريسون
- والتر ديك
- براندون هاركنز
- ستيف راب

## الموقع الجغرافي
الموقع الجغرافي للمناطق المحيطة بهذه النقطة هو كالتالي: